# Chemilly-sur-Yonne
Chemilly-sur-Yonne település Franciaországban, Yonne megyében. Lakosainak száma 895 fő (2022. január 1.). Chemilly-sur-Yonne Beaumont, Chichery, Gurgy és Seignelay községekkel határos.

## Népesség
A település népességének változása:
| Lakosok száma | 957  | 923  | 933  | 910  | 908  | 906  | 904  | 899  | 895  |
|               | 2013 | 2015 | 2016 | 2017 | 2018 | 2019 | 2020 | 2021 | 2022 |